# Liste der Bodendenkmäler im Graineter Wald
Auf dieser Seite sind die Bodendenkmäler in dem Oberpfälzer gemeindefreien Gebiet Graineter Wald zusammengestellt. Diese Tabelle ist eine Teilliste der Liste der Bodendenkmäler in Bayern. Grundlage ist die Bayerische Denkmalliste, die auf Basis des Bayerischen Denkmalschutzgesetzes vom 1. Oktober 1973 erstmals erstellt wurde und seither durch das Bayerische Landesamt für Denkmalpflege geführt wird. Die folgenden Angaben ersetzen nicht die rechtsverbindliche Auskunft der Denkmalschutzbehörde.

| Lage                             | Objekt                                                                                                | Akten-Nr.     | Bild |
| -------------------------------- | --- | ------------- | ---- |
| Graineter Wald (Standort)        | Neuzeitliche Schanze am Goldenen Steig.                                                               | D-2-7147-0041 |      |
| Grainet (Standort)               | Teilabschnitt des Prachatitzer Zweiges des mittelalterlich-frühneuzeitlichen Altweges Goldener Steig. | D-2-7147-0075 |      |
| Leopoldsreuter Wald (Standort)   | Goldseifenhügel des späten Mittelalters und der frühen Neuzeit.                                       | D-2-7148-0008 |      |
| Schlichtenberger Wald (Standort) | Teilabschnitt des Prachatitzer Zweiges des mittelalterlich-frühneuzeitlichen Altweges Goldener Steig. | D-2-7148-0024 |      |